# (38280) 1999 RO52
1999 RO52 (asteroide 38280) é um asteroide da cintura principal. Possui uma excentricidade de 0.18896240 e uma inclinação de 7.18500º.
Este asteroide foi descoberto no dia 7 de setembro de 1999 por LINEAR em Socorro.